# Reisemedizin
Unter Reisemedizin versteht man den Bereich der Medizin, der sich mit der Vorsorge (Prophylaxe) auch durch Impfungen, der Diagnose und der Therapie von auf Reisen erworbenen Krankheiten befasst. Diese überschneidet sich mit dem Fachgebiet der Tropenmedizin.

## Grundlegendes
Der internationale Reiseverkehr hat in den letzten Jahrzehnten zugenommen. Man reist nicht nur häufiger, sondern auch zu ferner gelegenen Zielen.
Vor allem bei Reisen in tropische und subtropische Länder gibt es gesundheitliche Risiken. Die Hälfte aller in diese Länder Reisenden erkrankt während oder nach der Reise; 10 % müssen wegen dieser gesundheitlichen Probleme einen Arzt aufsuchen; 8 % erkranken so schwer, dass sie vorübergehend bettlägerig werden. Immerhin noch 3 % dieser Reisenden sind auch nach Rückkehr aus dem Urlaub noch arbeitsunfähig.
Die Information über gesundheitliche Risiken im europäischen Ausland (zum Beispiel FSME) und auf anderen Kontinenten sowie das Wissen, wie diese Gesundheitsrisiken vermieden oder reduziert werden können, ist Aufgabe der Reisemedizin.

## Vorsorge (Prophylaxe)
Basis für die Vermeidung von Erkrankungen auf Reisen ist die Information des Reisenden über die Gesundheitsrisiken in seinen Gastgeberländern. Neben Vorsorgemaßnahmen wie Impfungen und das prophylaktische Einnehmen von Medikamenten (z. B. Chemoprophylaxe vor Malaria) kann auch das Einhalten gewisser Verhaltensregeln die Infektion mit Krankheiten vermeiden. Zu dieser Expositionsprophylaxe gehören zum Beispiel der Schutz gegen die Stiche krankheitsübertragender Gliedertiere (Vektoren) durch Bettnetze oder Repellents, die Befolgung grundlegender Hygieneregeln oder die Verwendung von Sonnenschutzmitteln.

## Impfungen
Zusätzlich zu den in Deutschland, Österreich und der Schweiz empfohlenen Impfungen sind Impfungen gegen Infektionen, für die in den Reiseländern ein erhöhtes Risiko besteht, ein wichtiges Mittel in der Krankheitsvorbeugung auf Reisen. Hierbei gibt es Pflichtimpfungen, die bei der Einreise vorgeschrieben sind, und freiwillige Impfungen.
Eine Pflichtimpfung kann von einem Land für Einreisende aus allen Ländern oder nur für Einreisende aus bestimmten Risikoländern vorgeschrieben werden. Zurzeit sollte nach Angaben der Weltgesundheitsorganisation in Teilen des internationalen Reiseverkehrs nur der Nachweis einer Impfung gegen Gelbfieber vorgeschrieben sein. Dies betrifft vor allem Menschen, die sich zuvor in Ländern mit Gelbfieber aufgehalten haben und dann in Länder reisen, in denen die Überträgermücken vorkommen.
Für Teilnehmer des Haddsch und der Umra ist durch das saudische Gesundheitsministerium neben einer Gelbfieberimpfung auch eine quadrivalente Impfung gegen Meningokokken der Typen A, C, Y und W135 vorgeschrieben. Bei der Einreise aus Risikoländern wird eine Polio-Schluckimpfung durchgeführt, eine Influenza-Impfung wird empfohlen.
Die Ständige Impfkommission empfiehlt bei Reisen in Gebiete mit entsprechendem Infektionsrisiko ferner einige Impfungen als Indikationsimpfung gegen:
- Cholera
- die von Zecken übertragene FSME
- Gelbfieber
- Hepatitis A
- Hepatitis B
- Influenza („Echte Grippe“)
- Meningokokken
- Kinderlähmung
- Tollwut
- Typhus

In Frage kommt bei länger andauernden Aufenthalten in entsprechenden Risikogebieten auch eine Impfung gegen die von Stechmücken übertragene Japanische Enzephalitis.

## Diagnostik bei Reiserückkehrern
Akut gefährlich können vor allem in den Tropen und Subtropen erhaltenen Fieberkrankheiten sein, die von den unterschiedlichsten Erregern hervorgerufen werden können (z. B. Malaria, Leishmaniose, Trypanosomiasis, Typhus, Rickettsiosen, Q-Fieber, Dengue, Chikungunya). Die schnelle und korrekte Abklärung von Krankheiten bei Reiserückkehrern setzt daher ein breites Wissen über die in den Reiseländern vorkommenden Krankheiten, ihre Häufigkeit und ihre Diagnose voraus.

## Trend und Entwicklung
Da der Mensch heute vermehrt in früher schlecht zugängliche Gebiete der Welt vordringt, in denen spezielle Gesundheitsrisiken bestehen können, wird der Reisemedizin zunehmende Bedeutung zugeschrieben. Aufgrund der geringen Zahl an Tropenmedizinern ist es notwendig, dass auch andere Ärzte, zum Beispiel Hausärzte oder Arbeitsmediziner sowie in Gesundheitsämtern, kompetent über Gesundheitsrisiken auf Reisen informieren können.